# Рише, Жан
Жан Рише́ (фр. Jean Richer; 1630—1696) — французский астроном, инженер и картограф, член Парижской академии наук, помощник Джованни Кассини.
Знаменит благодаря открытию, совершённому во время экспедиции в Южную Америку (1671-1673 годы) на широте +5° с целью наблюдения Марса для определения параллакса Солнца. Экспедиция была санкционирована Парижской академией наук и имела цель сопоставить результаты наблюдений Кассини в Париже и результаты аналогичных наблюдений в близости к экватору, с целью определения расстояния от Земли до Марса и Солнца, в результате наблюдений было высчитано расстояние до Солнца равное 140 миллионам километров (что близко к действительному значению — 149 597 870,66 км.). Находясь здесь, он обнаружил увеличение периода колебаний секундного маятника по сравнению с тем, который наблюдался в Париже. Выверенный в Париже маятник в процессе наблюдений им был сокращен на ¼ линии, дабы избежать отставания во времени на 2 минуты в день. Это было первое прямое доказательство уменьшения силы тяжести по мере приближения к экватору. Можно сказать, что Рише стал первым человеком, заложившим начала гравиметрии.
Результаты исследований опубликованы им в труде «Observations astronomiques et physiques faites en l’isle de Cayenne 1679». Сочинение «Gnomonique universelle» было напечатано после его смерти.